# Hans Traut
Hans Traut (25 de janeiro de 1895 - 9 de dezembro de 1974) foi um general alemão durante a Segunda Guerra Mundial. Ele recebeu a Cruz de Cavaleiro da Cruz de Ferro com Folhas de Carvalho da Alemanha nazista.
Traut rendeu-se às tropas do Exército Vermelho durante a Ofensiva Soviética Vitebsk-Orsha de 1944. Em 1947 foi condenado como criminoso de guerra na União Soviética e sentenciado a 25 anos de trabalhos forçados. Traut foi soltado em 1955.

## Condecorações
- Cruz de ferro (1939) 2nd Classe (20 de setembro de 1939) e 1ª classe (4 de outubro de 1939)

- Fecho da Cruz de Ferro (1939) 2ª Classe (20 de setembro de 1939) e 1ª Classe (4 de outubro de 1939Cruz de

- Cavaleiro da Cruz de Ferro com Folhas de Carvalho

1. Cruz de Cavaleiro em 5 de agosto de 1940 como Oberstleutnant e comandante do I./Infanterie-Regiment 90

2. Sai em 23 de janeiro de 1942 como Oberst e comandante do Regimento de Infantaria 41 (mot.) e líder da 10ª Divisão de Infantaria
- Cruz Alemã em Ouro em 15 de dezembro de 1943 como Generalleutnant e comandante da 78ª Divisão Sturm